# Péter Rajczi
Péter Rajczi (Lengyeltóti, 3 aprile 1981) è un ex calciatore ungherese, di ruolo attaccante.

## Carriera
Cresce e gioca come titolare nella squadra ungherese del Rakoczi. Viene poi acquistato dall'Újpest, dove trascorre quattro stagioni, dal 2003 al 2007, nella massima serie ungherese. Colleziona 87 presenze e 43 reti. Nel campionato 2005-2006 è stato capocannoniere ungherese con 23 gol segnati su 24 partite.
Nel 2007 si è trasferito in Inghilterra, nel Barnsley F.C. in Football League Championship (seconda serie) mettendo a segno una rete in 15 presenze.
Nel campionato 2007-2008 milita nel Pisa, nella Serie B italiana: viene impiegato raramente e spesso subentra nel secondo tempo. In tutto il campionato ha segnato una rete (al 94' della trasferta vittoriosa per 3-1 a Vicenza) su un totale di 12 presenze. L'estate successiva ha fatto ritorno all'Újpest FC.

## Statistiche

### Cronologia presenze e reti in nazionale
| Cronologia completa delle presenze e delle reti in nazionale ― Ungheria | Cronologia completa delle presenze e delle reti in nazionale ― Ungheria | Cronologia completa delle presenze e delle reti in nazionale ― Ungheria | Cronologia completa delle presenze e delle reti in nazionale ― Ungheria | Cronologia completa delle presenze e delle reti in nazionale ― Ungheria | Cronologia completa delle presenze e delle reti in nazionale ― Ungheria | Cronologia completa delle presenze e delle reti in nazionale ― Ungheria | Cronologia completa delle presenze e delle reti in nazionale ― Ungheria |
| Data                                                                    | Città                                                                   | In casa                                                                 | Risultato                                                               | Ospiti                                                                  | Competizione                                                            | Reti                                                                    | Note                                                                    |
| ----------------------------------------------------------------------- | ----------------------------------------------------------------------- | ----------------------------------------------------------------------- | ----------------------------------------------------------------------- | ----------------------------------------------------------------------- | ----------------------------------------------------------------------- | ----------------------------------------------------------------------- | ----------------------------------------------------------------------- |
| 30-11-2004                                                              | Bangkok                                                                 | Slovacchia                                                              | 1 – 0                                                                   | Ungheria                                                                | King's Cup 2004 - Semifinale                                            | -                                                                       | 66’                                                                     |
| 2-12-2004                                                               | Bangkok                                                                 | Ungheria                                                                | 5 – 0                                                                   | Estonia                                                                 | King's Cup 2004 - Finale 3º-4º posto                                    | 1                                                                       |                                                                         |
| 2-2-2005                                                                | Istanbul                                                                | Ungheria                                                                | 0 – 0                                                                   | Arabia Saudita                                                          | Amichevole                                                              | -                                                                       | 60’                                                                     |
| 30-3-2005                                                               | Budapest                                                                | Ungheria                                                                | 1 – 1                                                                   | Bulgaria                                                                | Qual. Mondiali 2006                                                     | 1                                                                       | 84’                                                                     |
| 4-6-2005                                                                | Reykjavík                                                               | Islanda                                                                 | 2 – 3                                                                   | Ungheria                                                                | Qual. Mondiali 2006                                                     | -                                                                       | 90+1’                                                                   |
| 3-9-2005                                                                | Budapest                                                                | Ungheria                                                                | 4 – 0                                                                   | Malta                                                                   | Qual. Mondiali 2006                                                     | 1                                                                       | 69’                                                                     |
| 15-12-2005                                                              | Phoenix                                                                 | Messico                                                                 | 4 – 0                                                                   | Ungheria                                                                | Amichevole                                                              | -                                                                       | 59’                                                                     |
| 18-12-2005                                                              | Miami                                                                   | Antigua e Barbuda                                                       | 0 – 3                                                                   | Ungheria                                                                | Amichevole                                                              | -                                                                       | 46’                                                                     |
| 24-5-2006                                                               | Budapest                                                                | Ungheria                                                                | 2 – 0                                                                   | Nuova Zelanda                                                           | Amichevole                                                              | -                                                                       | 83’                                                                     |
| 24-3-2007                                                               | Podgorica                                                               | Montenegro                                                              | 2 – 1                                                                   | Ungheria                                                                | Amichevole                                                              | -                                                                       | 53’                                                                     |
| 13-10-2007                                                              | Budapest                                                                | Ungheria                                                                | 2 – 0                                                                   | Malta                                                                   | Qual. Euro 2008                                                         | -                                                                       | 82’                                                                     |
| Totale                                                                  |                                                                         | Presenze                                                                | 11                                                                      |                                                                         | Reti                                                                    | 3                                                                       |                                                                         |

## Palmarès

### Individuale
- Capocannoniere del campionato ungherese: 1

2005-2006 (23 reti)